# ريتشارد أ. كودي
ريتشارد «ديك» أ. كودي (بالإنجليزية: Richard "Dick" A. Cody)‏ (ولد في 2 أغسطس 1950) فريق أول متقاعد من القوات البرية للولايات المتحدة، شغل منصب نائب رئيس الأركان الحادي والثلاثين لجيش الولايات المتحدة في الفترة من 24 يونيو 2004 إلى 31 يوليو 2008. تقاعد من الجيش في 1 أغسطس 2008.
شارك في حرب الخليج الثانية.